# Tatabánya Mustangs 2024
Questa voce raccoglie le informazioni riguardanti i Tatabánya Mustangs nelle competizioni ufficiali della stagione 2024.

## Maschile

### Divízió I 2024

#### Stagione regolare
| Dabas 6 aprile 2024, ore 15:00 1ª giornata | Dabas Sparks | 7 – 13 | Tatabánya Mustangs | OBO Aréna |

| Budapest 20 aprile 2024, ore 15:00 3ª giornata | Budapest Cowbells 2 | 20 – 39 | Tatabánya Mustangs | Papírgyári pálya |

| Tatabánya 4 maggio 2024, ore 15:00 5ª giornata | Tatabánya Mustangs | 25 – 8 | Szombathely Crushers | Olimpiai sportpálya |

| Tatabánya 19 maggio 2024, ore 15:00 7ª giornata | Tatabánya Mustangs | 30 – 6 | Budapest Titans 2 | Olimpiai sportpálya |

| Szeged 2 giugno 2024, ore 14:00 9ª giornata | CFS Guardians | 37 – 12 | Tatabánya Mustangs | SZEOL |

| Tatabánya 15 giugno 2024, ore 15:00 11ª giornata | Tatabánya Mustangs | 0 – 32 | Diósd Saints | Olimpiai sportpálya |

#### Playoff
| Diósd 29 giugno 2024, ore 15:00 Semifinale | Diósd Saints | 34 – 7 | Tatabánya Mustangs | Diósd Pacsirta utca |

### Statistiche di squadra
| Competizione      | %Vittorie | In casa | In casa | In casa | In casa | In casa | In casa | In trasferta | In trasferta | In trasferta | In trasferta | In trasferta | In trasferta | Totale | Totale | Totale | Totale | Totale | Totale |
| Competizione      | %Vittorie | G       | V       | N       | P       | Pf      | Ps      | G            | V            | N            | P            | Pf           | Ps           | G      | V      | N      | P      | Pf     | Ps     |
| ----------------- | --------- | ------- | ------- | ------- | ------- | ------- | ------- | ------------ | ------------ | ------------ | ------------ | ------------ | ------------ | ------ | ------ | ------ | ------ | ------ | ------ |
| Stagione regolare | .667      | 3       | 2       | 0       | 1       | 55      | 46      | 3            | 2            | 0            | 1            | 64           | 64           | 6      | 4      | 0      | 2      | 119    | 110    |
| Playoff           | .000      | 0       | 0       | 0       | 0       | 0       | 0       | 1            | 0            | 0            | 1            | 7            | 34           | 1      | 0      | 0      | 1      | 7      | 34     |
| Totale            | .571      | 3       | 2       | 0       | 1       | 55      | 46      | 4            | 2            | 0            | 2            | 71           | 98           | 7      | 4      | 0      | 3      | 126    | 144    |